# Чхеидзе, Алексей Александрович
Алексей Александрович (Отар Асланович) Чхеидзе (1927 — 1992) — общественный деятель, автор книги  «Записки дунайского разведчика».

## Биография
Родился в 1927 году. Его отец Александр (Аслан) Бегларович Чхеидзе до Первой мировой войны работал матросом на рыболовном судне на Каспии и был связан с большевистской организацией Баку, вёл агитацию среди матросов торгового флота, рыбаков, рабочих Баку и Дербента. С началом Первой мировой войны оказался на фронте, был тяжело ранен. После революции служил в конном отряде Серго Орджоникидзе, участвовал в освобождении Дербента и Баку. А когда этот отряд освободил Тифлис, отец остался в столице Грузии. Он работал машинистом на железной дороге.
Его мать, Ольга Александровна, работала на станкостроительном заводе имени Кирова в медпункте.
До войны Алексей занимался в драмкружке, изостудии, мотоспортом, но главным его увлечением был футбол. Играл он в подростковой команде «Сокол», которую тренировал полузащитник тбилисского «Динамо» Михаил Челидзе.
С началом войны он всё лето, до начала учебного года, проработал на заводе на погрузке снарядов.
После начала учебного года Алексей с другими членами драмкружка ходили в госпиталь и выступали перед ранеными, читали им газеты и стихи. Тогда же он бросил занятия в изостудии и стал заниматься на курсах рукопашного боя.
Летом 1943 года тбилисские школьники 9—10-х классов начали проходить военную подготовку, изучали оружие, военное снаряжение, тактику — бой в наступлении и т. д., преподавателями были как правило фронтовики, которых после ранений направляли обучать военному делу молодежь.
1 сентября 1943 года комсомольцам 1926-27 годов рождения разрешили подавать заявления и по комсомольской путёвке идти служить на флот.
5 сентября 1943 года, в шестнадцать лет, Алексей в составе отряда из сорока тбилисских комсомольцев убыл в Поти. По прибытии в экипаж Черноморского флота он был распределён для последующего обучения в школу специалистов береговой обороны Черноморского флота в Батуми, которую окончил в июне 1944 года и был направлен для дальнейшего прохождения службы в Дунайскую флотилию.
По прибытии в Одессу Алексей попал служить рулевым на деревянном миномётном катере № 21, на вооружении которого стоял реактивный миномёт.
Но практически сразу по прибытии на катер он написал рапорт о переводе его в морскую пехоту и в конце июля Алексея перевели в 369-й Краснознаменный отдельный Керченский батальон морской пехоты. В составе этого батальона он принимал участие в форсировании Днестровского лимана.
24 августа 1944 года по инициативе командования был сформирован Береговой отряд сопровождения кораблей Дунайской флотилии. В отряд вошли 369-й батальон морской пехоты, штурмовой отряд под командованием старшего лейтенанта И. Т. Кочкина, две батареи 122-миллиметровых пушек, четыре тяжелые миномётные батареи, батарея тяжелых зенитных пулемётов, бронемашина и несколько грузовых машин для быстрой переброски личного состава.
В составе данного отряда Алексей участвовал в боях за Дунай, принимал участие в боевых действиях в Румынии, Болгарии, Венгрии и Австрии.
Принимал участие в операциях в составе отряда старшего лейтенанта Виктора Андреевича Калганова.
Участвовал в штурме и освобождении Белграда.
Во время взятия Будапешта принимал участие в штурме Королевского дворца, в ходе которого получил контузию.
Участвовал в освобождении Братиславы.
Во время взятия Вены принимал участие в десанте на Имперский мост.
После освобождения Вены, по приказу командования, 16 апреля 1945 года Алексея вернули в Будапешт, флотилии требовались лоцманы для проводки судов по Дунаю, а у него такой опыт уже был.
Задачей была проводка боевых кораблей и военных транспортов с войсками и грузами через разрушенные мосты и минные поля.
В июле 1945 года катер, на котором служил Алексей Чхеидзе, подорвался на мине. По другой версии, он подорвался при попытке обезвредить мину.
Сам он этого момента не помнил, сказалась частичная потеря памяти. Очнулся через три дня в Братиславе, в госпитале. В общей сложности он получил около сорока осколочных ранений, были повреждены четыре ребра, ключица, ноги, у него не было кистей рук, он плохо слышал, поначалу не мог говорить и месяц провёл с повязкой на глазах. После снятия повязки зрение частично вернулось на один глаз.
В августе 1945 года его направили в госпиталь в Одессу. 25 апреля 1946 года Алексей окончательно потерял зрение. В конце мая его демобилизовали и он уехал домой.
Уже тогда он задумался о написании книги о Дунайской флотилии.
В 1948 году он приехал в Москву на консультацию к профессору Ченцову, который согласился взяться за операцию. Но для этого надо было сперва укрепить глаз, для чего требовались регулярные процедуры в течение нескольких лет. На это время он лёг в лечебный интернат для инвалидов Великой Отечественной войны в селе Данки, Серпуховского района Московской области. В интернате, с помощью учеников сельской школы, он начал собирать материал для своей книги и разыскивать своих боевых товарищей. В том же году, в Данковской средней школе, при участии Алексея Чхеидзе был организован отряд «Поиск». Школьники приходили к нему в интернат и под диктовку Алексея Александровича писали многочисленные запросы в адресные столы, военкоматы, архивы и даже в загсы. Позднее был организован клуб интернациональной дружбы «Красная гвоздика».
Об отряде и Алексее Чхеидзе стали появляться заметки в газетах, сначала в местных; в районной газете «Коммунист», в областной «Ленинское знамя». Потом и в центральных; «Московский комсомолец», «Советский спорт», «Комсомольская правда». В журналах «Советский моряк», «Советский воин», «Пограничник», «Смена», «Огонёк» появились очерки о дунайцах, отрывки из воспоминаний Алексея Александровича. Центральное телевидение организовало большую передачу в разведчиках, в которой принял участие бывший командующий Дунайской флотилией вице-адмирал Георгий Никитич Холостяков, начальник штаба флотилии Аркадий Владимирович Свердлов, командир отряда разведчиков Виктор Андреевич Калганов и Алексей Александрович Чхеидзе. Также на Всесоюзном радио прошло несколько передач с участием Алексея Александровича.
11 октября 1961 года Алексей Александрович потерял слух, далее он мог слышать только с помощью слухового аппарата, который с конца 70-х годов тоже перестал помогать ему.
Тогда он разработал своеобразный способ общения, его собеседники «писали» слова и по буквам, пальцем печатными буквами на теменной части его головы, а Алексей Александрович для коррекции восприятия повторял все это вслух.
Художник Геннадий Михайлович Добров нарисовал портрет Алексея Александровича для своей серии «Автографы войны».
В начале 80-х годов многолетний упорный труд был завершен, рукопись была отправлена в редакцию и вскоре была издана книга «Записки дунайского разведчика».
Книга была отмечена поощрительным дипломом на конкурсе им. Н. Островского.
Алексей Александрович Чхеидзе скончался в 1992 году.

## Награды
- Медаль «За отвагу»
- Медаль «За Победу над Германией в Великой Отечественной войне 1941-1945 гг.»
- Медаль «За освобождение Белграда»
- Медаль «За взятие Будапешта»
- Медаль «За взятие Вены»
- Орден Отечественной войны I степени ( к 40-летию Победы )
- Знак «Воинская доблесть»
- Венгерская медаль «На память морякам Дунайской флотилии»
- Знак «Ветеран морской пехоты»
- За плодотворную многолетнюю работу по военно-патриотическому воспитанию молодежи Алексей Александрович Чхеидзе был занесен в книгу Почета Центрального Комитета ЛКСМ Грузии.
- Советский комитет ветеранов войны наградил отряд «Поиск» Данковской средней школы почетным вымпелом, а Алексея Александровича Чхеидзе — дипломом 1-й степени за долголетнюю военно-патриотическую работу с молодежью.

## Память
Имя Алексея Александровича Чхеидзе  носили пионерские отряды Советского Союза, Болгарии, Венгрии и Югославии.
В 1997 году в Данках был создан музей краеведения и народного творчества, в котором есть комната боевой славы А. А. Чхеидзе.